# 色域绘画
色域绘画（Color-field painting）大约出现在1948年的美国，代表畫家有巴尼特·紐曼、马克·罗斯科、阿德·莱因哈特。色域绘画主要是唤起崇高的冥想和超然的感受，从而使绘画观察者陷入在沉思当中。

## 历史
色域绘画也被视为抽象表现主义。色域绘画艺术家用了各种绘画方法在他们的作品上：罗斯科描绘彩色与单色用模糊不清的边缘，使图像更加生动。相比之下，巴内特·纽曼的画用了很明确的彩色。纽曼的绘画系列作品為《谁害怕红色，黄色和蓝色的I - IV》（1966年至1970年）。另一个重要变革是阿德·莱因哈特的“黑色绘”，在1954年和1967年，并且把颜色和形式值发挥到极限。
有两个展览项目对色域绘画也起到关键的作用，第一个是格林伯格在1964年策划的展览“后绘画性抽象”。第二个展览是在于1965年举行，后来被称为“华盛顿色彩画家”。它包括基因·戴维斯、托马斯·唐宁、莫里斯·路易斯、霍华德·梅林、午诺兰和保罗·里德。
色场绘画在20世纪50年代和60年代达到了高峰，对信号艺术和艺术运动有重大影响。